# Austrolimnophila obliquata
Austrolimnophila obliquata är en tvåvingeart som först beskrevs av Alexander 1922.  Austrolimnophila obliquata ingår i släktet Austrolimnophila och familjen småharkrankar. Inga underarter finns listade i Catalogue of Life.